# Суцільний відстій
Суцільний відстій — американський комедійно-драматичний потоковий телесеріал, створений Беном Йорком Джонсом і Майклом Моханом, який пародіює підліткову культуру середини 1990-х років. Десять півгодинних епізодів замовив Netflix, і серіал був випущений 16 лютого 2018 року.
Дія серіалу розгортається в реальному місті Борінг, штат Орегон, у 1996 році та зосереджується на групі підлітків, які відвідують вигадану середню школу й  разом знімають фільм. В серіалі висвітлені такі проблеми, як пошук своєї сексуальності, здоров'я і дорослішання.
6 квітня 2018 року було оголошено, що Netflix скасував серіал після одного сезону.

## Сюжет
Серіал розгортається навколо учнів школи в Орегоні в 1996 році; увагу зосереджено навколо учасників A/V клубу та драматичного клубу. Люк О'Ніл — першокурсник у школі разом зі своїми найкращими друзями, Макуейдом, песимістом, і Тайлером Боуеном, незрілим підлітком. Люк закохується у Кейт Меснер, дочку директора і студентку другого курсу школи. Кейт, однак, починає сумніватися в своїй орієнтації та закохується в учасницю шкільного драматичного клубу Емалін Аддаріо, яка зустрічається з своїм однокурсником. Однак Кейт починає зустрічатися з Люком після того, як по школі поширилися чутки про те, що у неї нетрадиційна орієнтація.

## Актори
- Джахі Ді'Алло Вінстон у ролі Люка О'Ніла, першокурсника A/V клубу, який закоханий у Кейт Меснер. Його батько покинув його та його матір, коли він був дитиною.
- Пейтон Кеннеді в ролі Кейт Месснер, дочки директора й студентки другого курсу A/V клубу. Вона починає сумніватися в своїй сексуальності і закохується в Емалін Аддаріо.
- Патч Дарра в ролі Кена Месснера, директора і тата Кейт, який починає спілкуватися з Шеррі, матір'ю Люка. Його дружина, мати Кейт, померла, коли Кейт було п’ять років.
- Клодін Мболігікпелані Нако в ролі Шеррі О'Ніл, матері Люка і стюардеси, яка починає романтично зближуватися з Кеном.
- Куінн Ліблінг у ролі Тайлера Боуена, першокурсника A/V клубу та одного з найкращих друзів Люка. У нього СДУГ і дислексія.
- Елайджа Стівенсон в ролі Олівера Шермерхорна, старшого в драматичному клубі та хлопця Емалін.
- Сідні Суїні в ролі Емалін Аддаріо, учасниці драматичного гуртка та дівчини Олівера з хистом до драми.
- Ріо Манджіні в ролі Маккуейда, першокурсника A/V клубу, одного з найкращих друзів Люка[2].

## Виробництво
Зйомки серіалу проходили в Орегоні в містах Борінг, Орегон-Сіті, Портленд і в природному районі штату Форт-Рок поблизу Бенда влітку 2017 року. Команді вдалося зняти справжній блокбастер у Сенді, адже саме цим займалися головні герої серіалу.

## Сприйняття
Серіал отримав позитивні відгуки критиків. Rotten Tomatoes дав йому рейтинг схвалення 72% на основі 47 оглядів і середній рейтинг 6,1/10. Metacritic поставив серіалу середню оцінку 62 зі 100 на основі відгуків 19 критиків, що вказує на «загалом схвальні відгуки».
Серіал критикували за надмірне використання тропів, іноді нереалістичних ситуацій, а також за не розвинення другорядних персонажів. Однак сюжетну лінію та акторський склад був схвалений, зокрема гра Вінстона та Кеннеді отримала добру оцінку. Еміне Санер із The Guardian написала, що творці мінісеріалу «поки що сприйняли ідею ностальгії та підліткового віку й просто повторили тропи», однак похвалила сюжетну лінію Кейт.  